# Obés (Pessonada)
Obés és una partida rural del terme municipal de Conca de Dalt, a l'antic terme d'Hortoneda de la Conca, al Pallars Jussà, en territori del poble de Pessonada i de l'antic poble del Mas de Vilanova, o Vilanoveta.
Està situada al sud de Pessonada i al nord-oest del Mas de Vilanova, a banda i banda de l'extrem oriental del Serrat Gros, al nord-est de Viars i a llevant de la Vinya, 
Consta d'11,8036 hectàrees de conreus de secà, pastures i zones de bosquina, matolls i improductives.